# Iron Tail
Iron Tail (Sinte Máza en orthographe standard Lakota), né en 1842 et mort le 29 mai 1916, est un chef indien de la tribu des Oglalas connu aussi pour avoir été une des plus grandes vedettes du spectacle Wild West Shows de Buffalo Bill.
Personnalité amérindienne emblématique de la fin du XIXe et du début du XXe siècle, Iron Tail était un sujet favori des photographes professionnels qui ont véhiculé son image à travers tous les continents. Iron Tail est aussi notable dans l'histoire américaine pour avoir eu son profil sur la pièce de 5 cents — connue sous l'appellation « Buffalo nickel » (ou « Indian Head nickel ») — émise de 1913 à 1938.